# Jacques Jean Joseph Jules Perrier
Jacques Perrier (Paris, 4 de dezembro de 1936) é o bispo emérito de Tarbes e Lourdes.
Depois de se formar em Clássicos pela Universidade de Sorbonne, foi ordenado sacerdote em 21 de março de 1964 para a Arquidiocese de Paris. Ele começou seu ministério sacerdotal no ministério estudantil, particularmente na Sorbonne. Em 1979 tornou-se pároco de Saint-Michel des Batignolles, depois foi enviado para a paróquia de St. Ferdinand des Ternes como pároco. De 1983 a 1990 foi pároco de Notre-Dame de Paris. Durante este tempo também desempenhou responsabilidades a nível diocesano: foi o primeiro diretor da Rádio Notre-Dame.
Em 22 de junho de 1990, o Papa João Paulo II o nomeou Bispo Coadjutor de Chartres. O arcebispo de Paris, cardeal Jean-Marie Funeral, concedeu-lhe a consagração episcopal em 16 de setembro do mesmo ano. Em 6 de abril de 1991, Perrier tornou-se bispo de Chartres. Finalmente, em 20 de maio de 1997, foi nomeado coadjutor de Tarbes e Lourdes, e bispo lá em 16 de janeiro de 1998. Na Conferência Episcopal Francesa, foi membro da Comissão Permanente de Informação e Comunicação e presidiu a Comissão de "Estudos e Projetos".
Papa Bento XVI aceitou em 12 de fevereiro de 2012 sua renúncia por motivos de idade e o nomeou até a posse (entronização) de seu sucessor (25 de março de 2012) como administrador apostólico da diocese.